# Euphaedra (Gausapia) hastiri
Euphaedra (Gausapia) hastiri es una especie de  Lepidoptera, de la familia Nymphalidae,  subfamilia Limenitidinae, tribu Adoliadini, pertenece al género Euphaedra, subgénero (Gausapia).

## Subespecies
- Euphaedra (Gausapia) hastiri hastiri
- Euphaedra (Gausapia) hastiri polymnie (Hecq, 1981)

## Localización
Esta especie y subespecie de Lepidoptera, se encuentran distribuidas en Sierra Leona, Senegal y Guinea (África). 